# 林雅惠
林雅惠（1981年4月7日—），藝名如花，台灣藝人，因在綜藝節目《綜藝最愛憲》中扮醜而走紅，之後退出演藝圈、主持野台秀。

## 成名
2003年10月底至2004年2月底，林雅惠在台視綜藝節目《綜藝最愛憲》的整人單元〈一見你就笑〉中扮醜、化名“如花”，戴隱藏式耳機接聽主持人吳宗憲用無線對講機指示該說什麼話、該做什麼動作，達到整人的效果，因而成名。此後，林雅惠即以“如花”為藝名，待在台灣演藝圈。在〈一見你就笑〉中，林雅惠被化妝成一個大花臉，幫藝人洗頭或按摩，最常被指示做的動作是：
1. 洗頭時，突然把手伸到胳肢窩抓癢，再繼續幫藝人洗頭。
2. 洗頭時或按摩時，用她五音不全的歌喉高唱老歌〈我的一顆心〉前兩句：「我的一顆心、嗯嘛嗯嘛，獻給一個人、嗯嘛嗯嘛。」
3. 洗頭時或按摩時，把絲襪套在頭上，被工作人員用力拉扯，導致臉部扭曲變形，直到絲襪被扯破為止。

## 合約糾紛
2004年2月初，由於林雅惠的演出酬勞問題，林雅惠經紀人孫語與《綜藝最愛憲》製作人高欣平談不攏；林雅惠因此跳槽擔任民視綜藝節目《綜藝大贏家》助理主持人，但停播前即已離職。2004年2月16日，吳宗憲說：「如花（林雅惠）很單純。有問題的是她的經紀人（孫語），簡直就是人口販子。」孫語回應：「憲哥也是經紀人，只要站在藝人立場想想就好了，為藝人轉型有什麼不對？我們很感激他的提拔，但他的說法太過份。」
2006年5月，有台灣民眾發現林雅惠在麵包店打工，其打工時的照片被刊登在《台灣蘋果日報》，她與孫語之間的合約糾紛就此浮上檯面。2006年7月，林雅惠在接受《台灣壹週刊》訪問時，自稱曾經被孫語挾約要脅拍裸照；2006年7月7日，她以此為理由，在台灣演藝文化推展協會理事長余天陪同之下召開記者會，宣佈片面解約。
2006年5月19日，高欣平與吳宗憲透露：「如花（林雅惠）簽的合約相當不合理，其中一條我們印象很深刻：合約中清楚記載，如花的酬勞扣除交通費、服裝等必要開銷後，還得與經紀人五五對分。」2006年7月4日，高欣平表示：「她（林雅惠）簽的合約非常不合理，其中一條還註明必須扣除所謂『食衣住行費用』再與她對分，所以她最後拿到手的酬勞才會少得可憐。」
2007年7月5日，年代電視節目總監常立欣明確指出：「合約第4條，孫語可以無償使用她（林雅惠）姓名、藝名、肖像、影像等權利，等於他可以拿她名字去作任何事，這樣她有何保障？……第5條內容太怪異：如果孫語要支出所謂的『成本』，應該要包含在他自己抽傭的百分之50當中，不然藝人要賺啥？」楊烈經紀人林金俐則認為：「孫語抽傭太重，但我建議雙方好好談，讓事件有圓滿落幕的一天。」

## 退出演藝圈
2007年7月初，《台灣蘋果日報》記者發現，林雅惠在林口交流道下「海豚灣」檳榔攤當檳榔西施，穿梭車陣、賣力跳彩球舞拉客，還對客人拋媚眼笑說：「不要懷疑，就是我！」記者觀察多日，證實她確實在賣檳榔。記者佯稱「應徵小姐」，跟她打聽工資；她說：「月薪2萬5（新台幣25000元），月休3天，看業績抽成。」聽到林雅惠去賣檳榔，吳宗憲說：「經紀人應該要思考如何讓自己藝人更好。我曾想幫她（林雅惠），她經紀人（孫語）當初卻讓她步入當花瓶的境地，讓她玩不下去。當然如花（林雅惠）本身也缺乏才藝，想要繼續在演藝圈表演，還是要有本事才行。」
2011年，在辦桌阿傑與王羚柔合唱歌曲〈元配變小三〉的音樂錄影帶中，林雅惠客串飾演代戰公主。
2013年9月，《台灣蘋果日報》報導，林雅惠現在活躍於晚會主持，跑場範圍橫跨台灣北中南，1個月少說有10到15場演出，算一算每月收入至少新台幣20萬元，感情生活卻一直沒有下文；32歲的她坦承還是處女，雖然有過心儀對象、但不是「名草有主」就是已婚男；雖然還是單身，但對目前生活很滿足，笑稱「沒有性經驗一點也不重要」。

## 重出演藝圈
2016年5月10日，林雅惠、慧慈、湯尼陳與好娜姬宣布組成團體「蘆薈雞湯」。2018年2月5日，好娜姬宣布，蘆薈雞湯解散。
2019年7月，林雅惠在中天綜合台《麻辣天后傳》說，2007年她發現孫語盜走她的助理主持費新台幣300萬元，而當時她主持一集節目酬勞新台幣2萬元，讓她決定退出演藝圈。至於蘆薈雞湯組團，林雅惠說，湯尼陳假借「當特別來賓」名義找她上節目，當天湯尼陳還開記者會曝光組團消息，「湯尼陳宣布組團前，我們完全不知情」；事後她怒斥湯尼陳「要搞團體，應事先告知」，認為兩人理念不合，再度退出演藝圈。
2019年7月18日，好娜姬在臉書發文還原蘆薈雞湯組團始末，強調他與湯尼陳從頭到尾都把林雅惠與慧慈「當公主一樣捧著」。好娜姬說，2016年3月初，他因緣際會認識湯尼陳，當時同為湯尼陳直播節目來賓的林雅惠與慧慈曾說幾乎沒什麼通告和收入、甚至想自殺，因此他提議湯尼陳、林雅惠與慧慈組團，希望藉此製造話題、可以接到通告與商演邀約，後來湯尼陳希望他入團擔任團長兼經紀人，因此蘆薈雞湯組團；蘆薈雞湯組團記者會，林雅惠很開心地全程配合，他與湯尼陳自掏腰包給了林雅惠與慧慈車馬費各新台幣2千元，記者會結束後四人一起去吃牛排慶功。好娜姬認為，林雅惠是在蘆薈雞湯去參加八大綜合台《娛樂百分百》錄影之後態度大轉變，「如花認為那次錄影慧慈和湯尼陳唱歌唱得亂七八糟，她不想被他們倆形象拖垮，說全團只靠她一個人在撐，加上當次錄影的通告費非常的少」，後來林雅惠不願再配合蘆薈雞湯的活動。

## 作品
電視劇
- 2004年 民視《親戚不計較》（客串，EP1480初登場）
- 2004年 民視《慾望人生》（客串，EP9初登場）
- 民視《台灣奇案》【如花士玉】（飾何如花）
- 2007年 三立台灣台《戲說台灣》【燈猴肖娶某】（飾周如花）
- 2008年 三立台灣台《戲說台灣》【錢鼠咬金瓜】（客串）
- 2008年 三立台灣台《戲說台灣》【紅毛仔撞妖】（客串）
- 2008年 三立台灣台《戲說台灣》【白紙告陰狀】（飾黑頭婆仔）
- 2008年 三立台灣台《戲說台灣》【古觕龜精】（飾金夫人）
- 2012年 三立台灣台《戲說台灣》【夢妻】（飾圓仔）
- 2012年 台視《東門四少》（飾聯誼女）
- 2021年 民視《新台灣奇案》【思想起】（飾秋香）

音樂錄影帶
- 2011年 辦桌阿傑與王羚柔合唱〈元配變小三〉（飾代戰公主）
- 2017年 進辣寶貝（林進、小A辣）合唱〈我的菜〉（客串）

## 參與節目
| 年份   | 頻道       | 節目名稱       |
| ------ | ---------- | -------------- |
| 2021年 | 天良綜合台 | 《逗陣來作伴》 |